# Cache
In informatica, la cache è un'area di memoria estremamente veloce ma solitamente di un basso ordine di grandezza di capacità. Il suo scopo è di velocizzare l'esecuzione dei programmi.
Un esempio è la memoria cache, utilizzata per recuperare velocemente dati e programmi che si prevede debbano essere utilizzati nel breve termine.

## Etimologia e pronuncia
"Cache" è un adattamento inglese del termine francese "caché" (in italiano 'nascosto'). Solitamente viene pronunciato /ˈkaʃ/ (influenzato dall'inglese /ˈkæʃ/). L'origine del nome deriva dal fatto che la cache e il suo utilizzo sono "trasparenti" al programmatore, in pratica "nascosti" perché amministrati direttamente dal sistema operativo o dall'hardware.

## Descrizione
Una cache è associata a una memoria principale, in cui risiedono i dati. Essa è tipicamente di capienza inferiore rispetto alla memoria principale, ma il suo utilizzo è più conveniente in termini di tempo di accesso e/o carico sul sistema.
Quando è necessario l'accesso ad un dato, una copia di questo viene prima cercata nella cache: se è presente e valida, viene utilizzata tale copia; altrimenti il dato viene recuperato dalla memoria principale, e memorizzato nella cache, nel caso possa servire successivamente.
La memoria principale può essere hardware come una RAM (memoria principale di un processore) o un disco rigido, ma anche un complesso database distribuito, come il DNS o il Web. In questi casi, la memoria principale può essere modificata senza passare dalla cache, il che comporta problemi di coerenza tra i dati "originali" e quelli nella cache, ovvero un possibile disallineamento.
In alcuni casi è possibile convalidare i dati contenuti nella cache interrogando la memoria principale per verificare se sono ancora sincronizzati e corretti. Questo è compito che nel web, per esempio, fanno i server proxy: chiedono al server HTTP se la pagina che posseggono è stata modificata dopo la sua memorizzazione, e se non lo è evitano di trasferirla e la ripropongono direttamente al client.
In altri casi, si utilizza un meccanismo di scadenza a tempo dei dati memorizzati, e fino a quando un dato presente nella cache non è scaduto questo viene utilizzato, anche se non corrisponde a quanto presente nella memoria principale. Questo è il meccanismo adottato dal DNS.
Una cache riduce il carico di richieste che deve essere smaltito dalla memoria principale, e dal collegamento tra questa e l'utilizzatore dei dati. Anche questo può contribuire a migliorare le prestazioni del sistema. Si pensi per esempio ad un server proxy utilizzato da molti utenti: quando un utente richiede una pagina che era già stata richiesta da un altro, il proxy potrà rispondere senza doversi collegare al sito originale, ed eviterà così di caricare sia il sito originale che la rete, migliorando così le prestazioni del sistema anche per la minore quantità di richieste che devono essere inoltrate ai siti originali.
Una cache utilizza un algoritmo per decidere quali dati mantenere e quali scartare, che tiene conto delle pagine utilizzate più di recente, della contiguità delle pagine, o di diversi altri fattori.
Una cache può indicizzare i dati memorizzati sulla base del loro indirizzo (un blocco di memoria o di dati su disco fisso) o del loro "nome" (cache associativa, ad esempio una pagina Web o un nome DNS).
In alcuni casi la memoria cache supporta anche la modifica dei dati. Questo è di implementazione semplice se la cache è l'unico percorso di accesso alla memoria principale, come nel caso della cache della memoria RAM presente nei processori: la cache "accetta" un'operazione di scrittura verso la RAM, permettendo al processore di proseguire l'elaborazione, presenta subito al processore i dati aggiornati se questo ne chiede nuovamente la lettura, e si prende carico di scriverli sulla RAM prima di eliminare la pagina. In questo modo, se un dato in memoria è modificato frequentemente dal processore, è possibile mantenere le modifiche nella cache ed evitare continui trasferimenti verso la RAM (vedi Coerenza della cache).
Tutti i tipi di cache archiviate su memoria non volatile sono facilmente eliminabili sia agendo direttamente nelle cartelle relative sia usando i comandi del sistema operativo o applicazione sia ricorrendo a uno dei tanti pulitori di terze parti quali, ad esempio, CCleaner.

## Tipologia
Il termine cache assume diversi significati a seconda del termine a cui è associato e in dipendenza del contesto. Parliamo quindi di: Memory cache, Disk cache, TLB - Translation Lookaside Buffer (Page Table cache, Branch Prediction cache, Branch history table, Branch Target Address Cache, Trace cache), che sono memorie fisiche.
Altre sono memorie gestite dal software per memorizzare dati temporanei in spazi di MM riservati, come: Disk cache, Page cache, System cache, Application cache, Database cache, Web cache, DNS cache, Browser cache, Router cache, ecc.
Alcune di queste ultime sono solamente "Buffers" (memorie tampone), cioè memorie non-associative con accesso sequenziale (stringhe di dati) rispetto agli accessi casuali tramite associazioni di indirizzo memoria-cache delle classiche cache.

### Memoria cache
Viene utilizzata per velocizzare l'accesso alle posizioni di memoria RAM usate più frequentemente e soprattutto nei sistemi multiprocessori con memoria condivisa (shared), per ridurre il traffico del bus di sistema e della memoria principale che è uno dei maggiori colli di bottiglia di questi sistemi.
Si tratta di una piccola quantità di memoria veloce installata direttamente sul processore o nelle sue immediate vicinanze. Questa memoria è usata per memorizzare le Istruzioni di un programma e i Dati su cui operare. Viene utilizzata una memoria di tipo SRAM (contro una DRAM della memoria principale) per la sua maggiore velocità di accesso.
Storicamente questa è stata la prima cache utilizzata. Questa memoria veniva (ed è tuttora chiamata) "Cache memory" o "Memory cache" o semplicemente "cache". Qualche volta, ma rarissimamente, questa viene anche chiamata, con un termine inappropriato, "CPU cache" (vedi nota in Memoria cache). Tutte le altre cache invece, che memorizzano altri tipi di dati, vengono sempre definite associando al termine "cache" la loro funzione.

### Page cache
Consiste nell'avere una parte della RAM usata dal sistema operativo in cui si copiano dall'hard disk i dati correntemente in uso. In questo caso, l'accesso alla RAM è più veloce dell'accesso al disco. Poiché la memoria disponibile è generalmente limitata, il sistema operativo cerca di mantenere il più possibile in memoria una pagina, mantenendo una tabella delle pagine che non sono usate correntemente ma lo sono state in passato. Quando occorre caricare una pagina nuova, verrà sovrascritta la più vecchia non ancora in uso.

### Disk cache
Consiste nell'avere un hard disk che ha al suo interno una parte di RAM, dove possono venire caricati i settori del disco logicamente contigui a quello richiesto. Quando si accede in lettura al disco, nel caso i dati richiesti siano presenti nella cache si evita lo spostamento della testina di lettura del disco stesso, velocizzando il reperimento dell'informazione e contribuendo al ridurre l'usura del disco stesso.

### DNS cache
È un server DNS che non possiede informazioni autoritative, ma è in grado di chiederle ai server autoritativi e memorizzare le risposte. I server DNS utilizzati dagli utenti di Internet sono normalmente dei server cache. Il DNS usa un meccanismo di scadenza, per cui ogni record recuperato da un server autoritativo è valido per un certo tempo, dopo il quale deve essere scartato.

### Web cache
È una parte di hard disk dedicata da un server proxy http, oppure dal browser di un utente, a salvare le pagine man mano caricate durante la navigazione, che potranno pertanto essere riproposte senza doverle chiedere di nuovo al sistema remoto. In questo caso, il collo di bottiglia che si vuole eliminare è quello della larghezza di banda. Non sempre è però lecita l'operazione di mettere una pagina in cache: si pensi ad esempio a quando si fa un'operazione bancaria on line. Generalmente è la stessa pagina web che viene inviata insieme alle istruzioni sul suo possibile utilizzo in una cache; in certi casi si può forzare il proprio browser a ricaricare la pagina, tenendo schiacciato il tasto "ctrl" oppure "shift" mentre si clicca sull'icona di ricarica.

### Google cache
Più propriamente cache dei motori di ricerca, consiste in copie delle pagine web salvate presso i server di un motore di ricerca. Queste vengono utilizzate per due motivi: eseguire ricerche locali all'interno delle pagine ed offrire la possibilità di vedere una copia, per quanto non aggiornata, di una pagina non disponibile, per problemi momentanei o perché è stata rimossa dal server originale.

### Browser cache
I browser utilizzati su qualsiasi dispositivo conservano, oltre alla cronologia di navigazione, nomi utente e password inseriti, cookie e dati dei siti, informazioni di compilazione dei moduli, anche la cache. Questa è rappresentata dai contenuti oggetto di navigazione: file, immagini, testi, ecc. Questa cache è facilmente eliminabile sia cancellando, nelle cartelle dell'utente, i singoli elementi, sia utilizzando i comandi del browser, sia impiegando i cosiddetti "pulitori".
L'esistenza di questa cache facilita e personalizza l'esperienza di navigazione. Ovviamente, quando la si cancella, le pagine caricate "perdono" le precedenti memorizzazioni e pertanto la navigazione, sui siti di cui si è eliminata la cache, è inizialmente leggermente più lenta e ricompaiono le richieste sui cookie. .

### Cache specifiche
Qualsiasi sistema operativo, a prescindere dal tipo di dispositivo, utilizza la componente cache per diversi scopi. Alcune cache sono facilmente cancellabili (sia direttamente sia usando i pulitori) altre, invece, sono, per così dire, semi permanenti nel senso che i relativi dati sono archiviati in cartelle/file di sistema o in database di configurazione (come il registro di Windows). Pertanto, pulire cache di questo tipo richiede in genere operatività avanzata. Per alcuni sistemi, addirittura, occorre eseguire un reset (reimpostazione) per eliminare delle cache specifiche.
In questo caso la cache ha la funzione di ottimizzare l'esperienza di utilizzo da parte dell'utente. In pratica, si rende più veloce, fluido e personalizzato l'uso del dispositivo. Lo svantaggio è che, con l'uso, occupa progressivamente più spazio nell'unità di memoria dedicata (questo, chiaramente, non vale per la cache temporanea eliminabile dal processo di riavvio del dispositivo).
Esempi di cache di sistema operativo sono:
- parole di ricerca inserite e selezionate (box "trova" o "cerca")
- file temporanei (sistema operativo, app, servizi, ecc.)
- immagini precedentemente caricate per lo sfondo, blocca schermo, schermata di accesso, salva schermo, avatar di profilo utente o account, icone, ecc.
- percorsi di installazioni di periferiche
- anteprime di immagini, video, musica/suoni, documenti in modo che siano più rapidamente visualizzate all'apertura della cartelle che li contiene
- comandi digitati ed eseguiti
- impostazioni memorizzate di: barre, notifiche, menù, elenchi, desktop, cronologie, ecc.
- dimensioni di finestre e impostazioni grafiche relative
- informazioni (dati, file, contenuti vari) utilizzate dalle applicazioni o dal sistema operativo (i cosiddetti "recenti" o i log)
- dati dei programmi maggiormente utilizzati (serve per aumentare la velocità di apertura)
- riferimenti ad applicazioni e periferiche (driver) disinstallate
- immagini di "stati" del sistema precedenti come ad esempio nel caso di ripristino, aggiornamento, reimpostazione o reinstallazione
- accessi eseguiti a cartelle e file, percorsi e dispositivi di rete, utenti e/o account, periferiche, servizi vari
- informazioni di accessi eseguiti al dominio
- chiave di cifratura e password di ripristino di dispositivi TPM[N 4]
- materiale lasciato dai programmi d'installazione e aggiornamento (spesso serve per poter recuperare le versioni precedenti del sistema operativo, app e driver)

## Problemi legati all'utilizzo
L'avere una memoria cache può complicare notevolmente la progettazione di un dispositivo elettronico o del software di gestione, dato che bisogna mantenere la coerenza tra le memorie cache e la memoria principale. Ciò si vede specialmente nelle macchine multiprocessore dove lo sviluppo dei processori e delle schede madri deve tenere conto dei potenziali problemi di coerenza delle cache e deve provvedere adeguati meccanismi che evitino corruzioni dei dati per problemi di mancata sincronizzazione tra cache e memoria principale.
Il software di gestione di una memoria cache, inoltre, deve essere altamente sofisticato sia nella realizzazione sia nella strategia di recupero dei dati (algoritmo) in modo da evitare il cosiddetto overhead da recupero. In sostanza non deve mai capitare che la ricerca o la memorizzazione di un dato di cache memory impieghi risorse (in special modo il tempo) tali da appesantire troppo il recupero stesso che, paradossalmente, diventerebbe più conveniente da memoria RAM.
In generale gli algoritmi di gestione dei dati di cache sono legati a due concetti fondamentali:
1. località del codice
2. eliminazione dalla cache dei dati usati meno recentemente

Il primo aspetto è legato direttamente alla redazione di codice che interessi pagine di memoria ben definite in ogni fase di elaborazione: una volta terminata l'elaborazione di una certa parte di codice le pagine di memoria utilizzate non dovrebbero più essere referenziate in modo tale da cambiare la località del codice ma anche dei dati che si utilizzeranno da quel momento in poi.
Il secondo aspetto, quindi, prevede che un dato presente in cache e appartenente a una pagina di memoria referenziata quando la località del codice era diversa può essere eliminato dalla cache per far posto ai dati relativi alla corrente località del codice.